# Coop Italia
Pour les articles homonymes, voir Coop.
Coop Italia est une entreprise coopérative italienne qui opère sur le secteur de la grande distribution.

## Histoire
La coopérative réalise en 2016, avec un ensemble de 1 444 superettes, supermarchés et hypermarchés, 53 635 employés et un chiffre d'affaires de 14,5 milliards d'euros,.

## Réseaux de vente

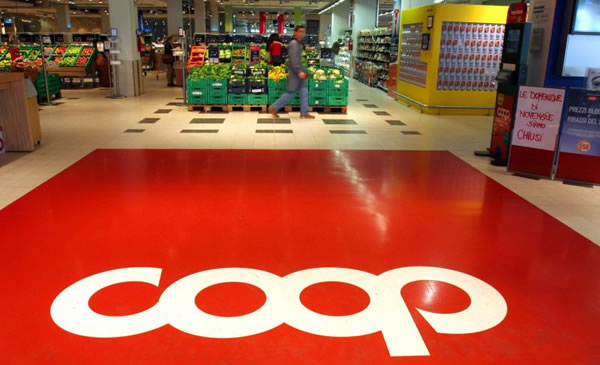
L'entrée d'un supermarché Coop

Coop Italia a adopté une stratégie sur la base de laquelle elle adopte différents modèles de vente en fonction de la taille des magasins :
- InCoop caractérise les supermarchés de proximité ou supérette (jusqu'à 1 000 m2), avec un assortiment alimentaire de base ;
- Coop signifie les supermarchés de taille moyenne (jusqu'à environ 2 000-2 500 m2), avec une large gamme de produits alimentaires ;
- Coop & Coop désignent les grands supermarchés (de 2 500 à environ 3 000 à 3 500 m2), avec une présence équitable d'articles non alimentaires ;
- IperCoop et ExtraCoop sont utilisées pour les hypermarchés ; ils représentent une surface comprise entre 3 000 et 15 000 m2 et représentent le haut de gamme, avec une large gamme de produits alimentaires et non alimentaires et des rayons spécialisés dans les appareils ménagers, la téléphonie, la hi-fi et, dans certains cas, l'optique et les médicaments en vente libre.

## Identité visuelle
Coop Italia a 4 identités visuelles distinctes :

Enseigne InCoop
Enseigne Coop
Enseigne Coop&Coop
Enseigne Ipercoop
Enseigne ExtraCoop
Enseigne CoopVoce

### Galerie

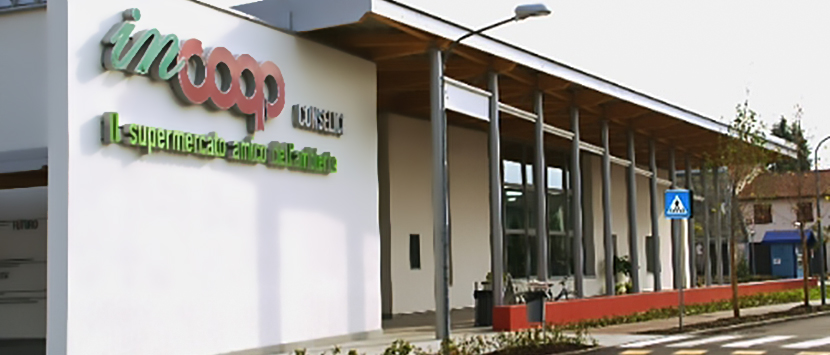
InCoop de Conselice (RA)
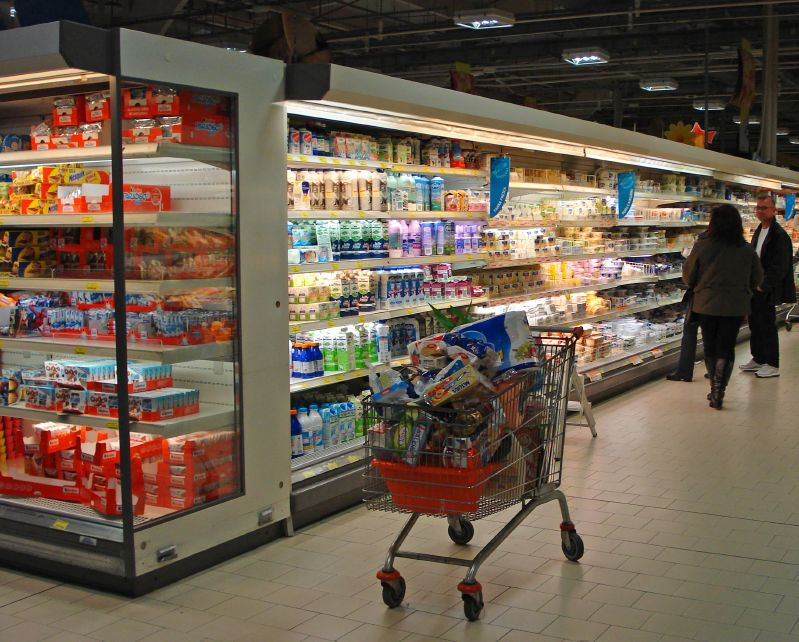
Ipercoop d'Arezzo (AR)
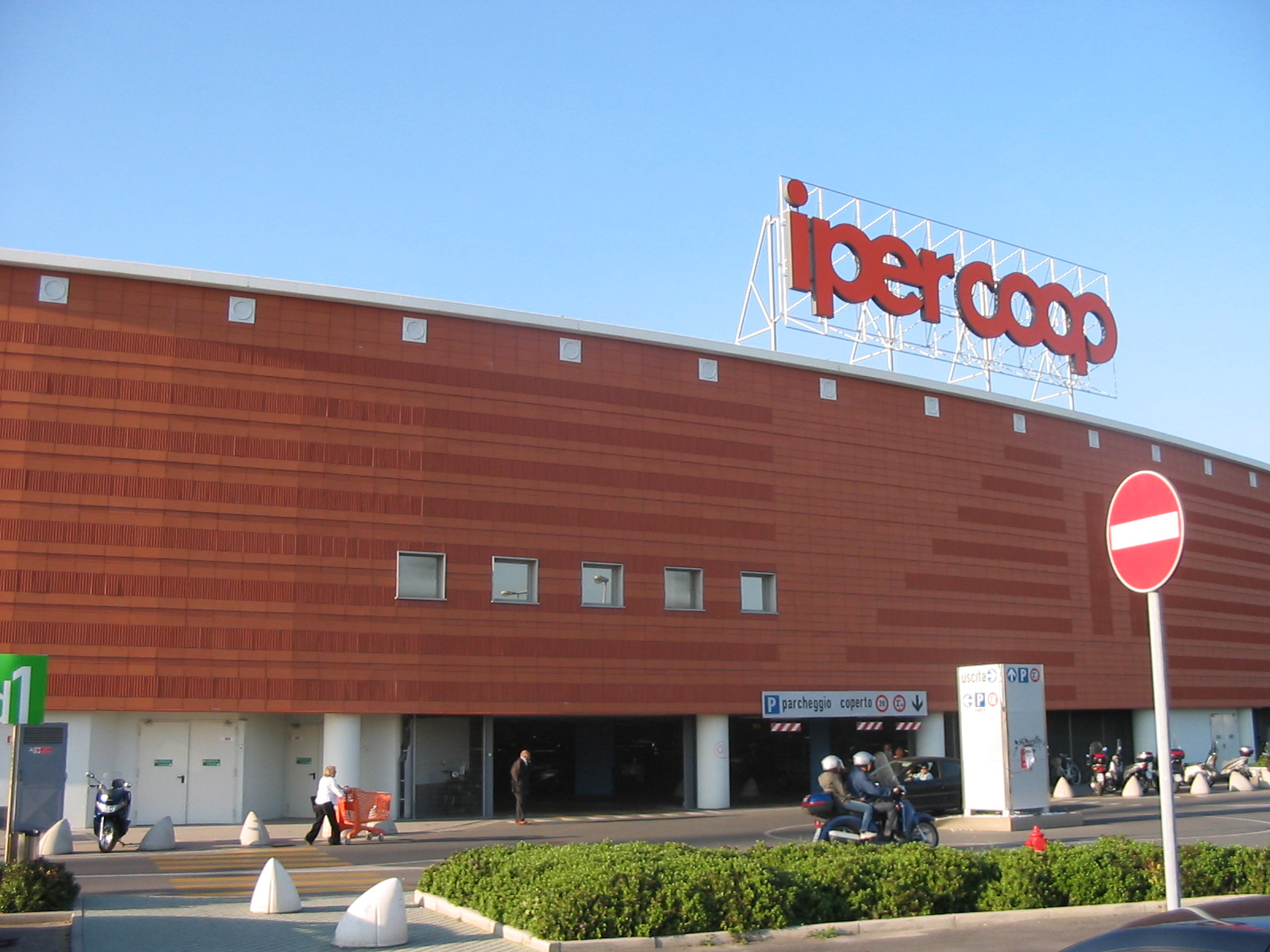
IperCoop de Livourne (LI)
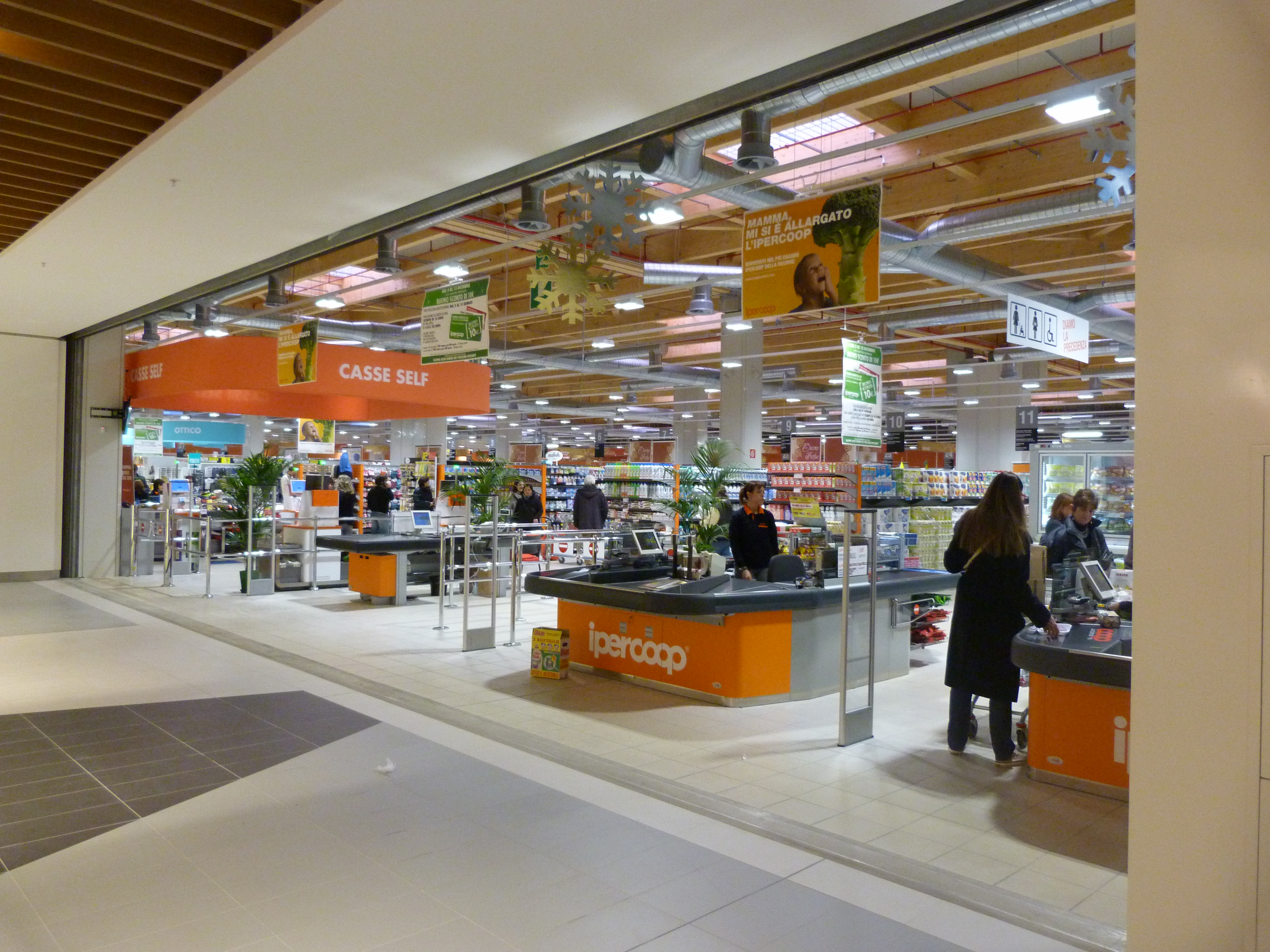
IperCoop de Villesse (GO)
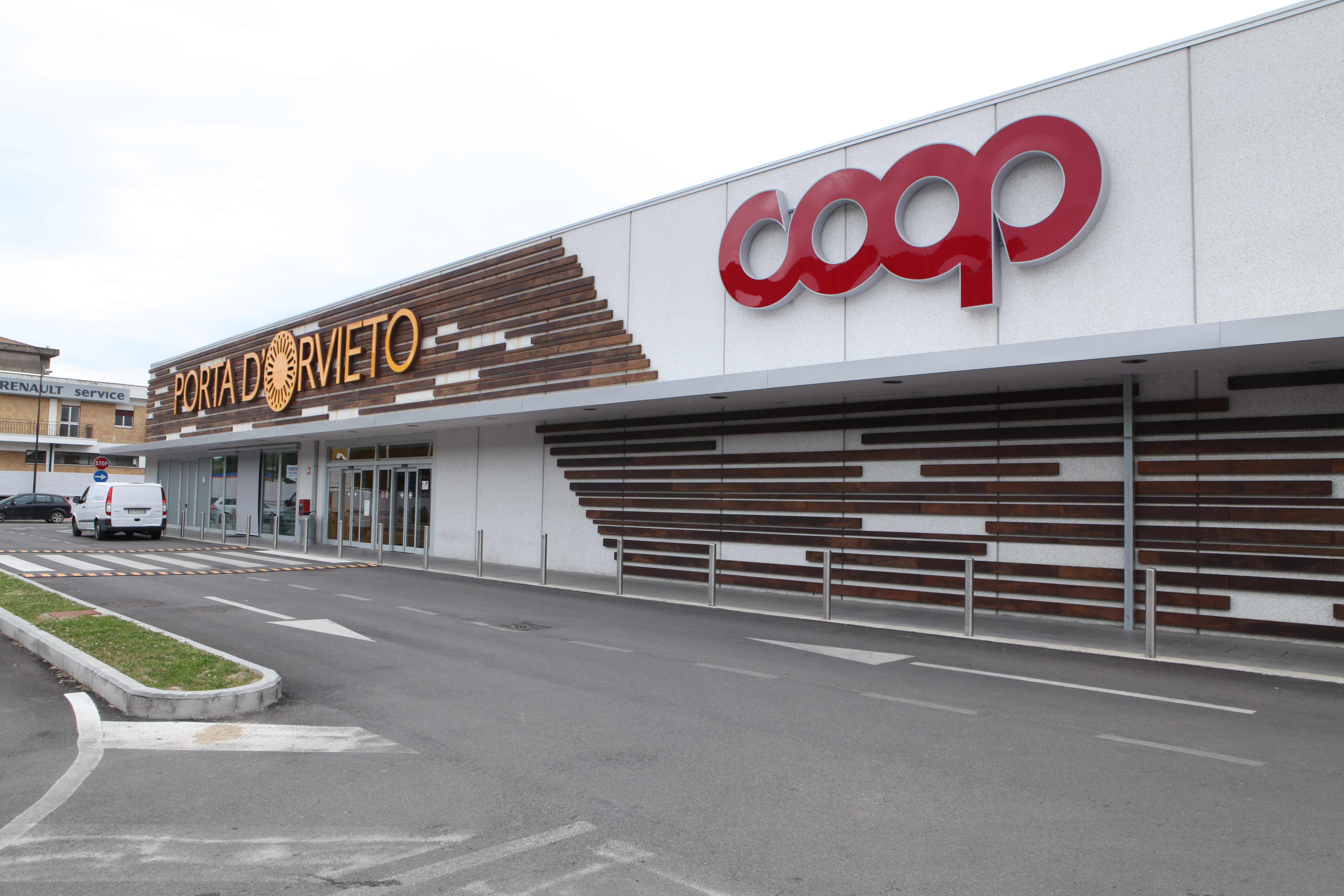
Supermarché Coop d'Orvieto (TR)
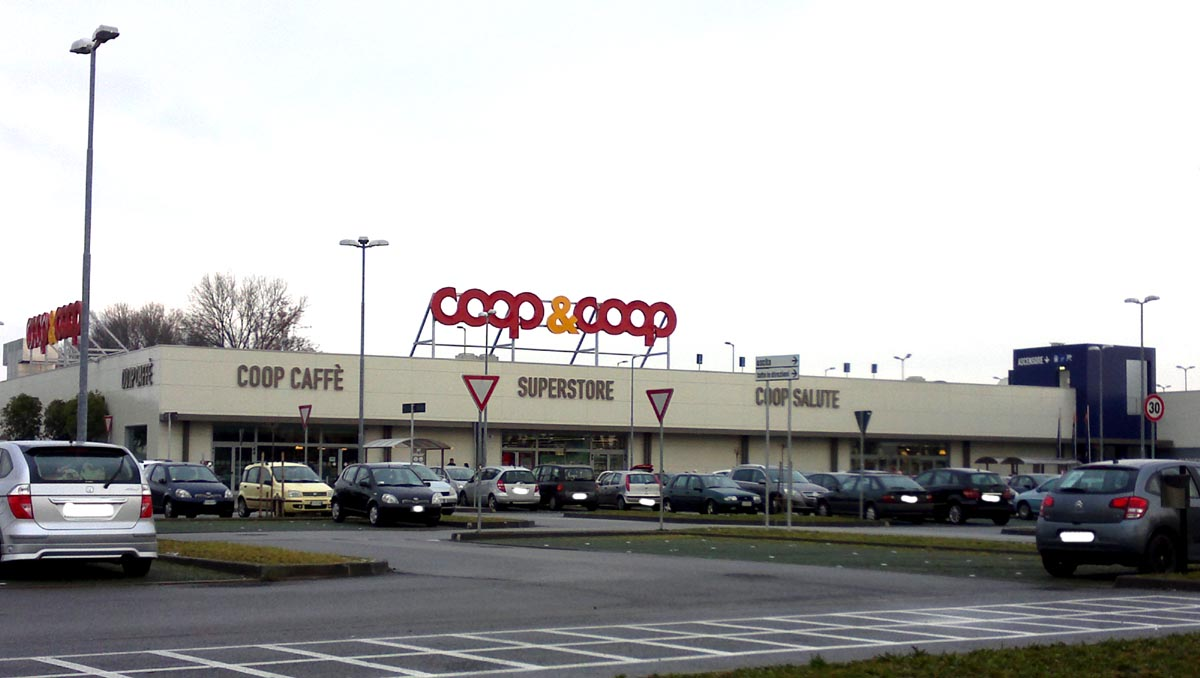
Supermarché Coop&Coop à Mestre (VE)